# NGC 1083
NGC 1083 ist eine Spiralgalaxie mit ausgedehnten Sternentstehungsgebieten vom Hubble-Typ Sb im Sternbild Eridanus am Südsternhimmel. Sie ist schätzungsweise 180 Millionen Lichtjahre von der Milchstraße entfernt und hat einen Durchmesser von etwa 85.000 Lj.

Im selben Himmelsareal befinden sich u. a. die Galaxien NGC 1076, NGC 1081, NGC 1089, NGC 1105.
Das Objekt wurde am 29. September 1886 vom US-amerikanischen Astronomen Lewis Swift entdeckt.